# Dreptacz zmienny
Dreptacz zmienny, dreptacz wzorzysty (Badister bullatus) – gatunek chrząszcza z rodziny biegaczowatych i podrodziny dzierowatych. Naturalnie zamieszkuje Europę i palearktyczną Azję, na wschód po Syberię i Iran, a ponadto zawleczony został do Ameryki Północnej.

## Taksonomia
Gatunek ten opisany został po raz pierwszy w 1798 roku przez Franza de Paulę von Schranka pod nazwą Carabus bullatus.

## Morfologia

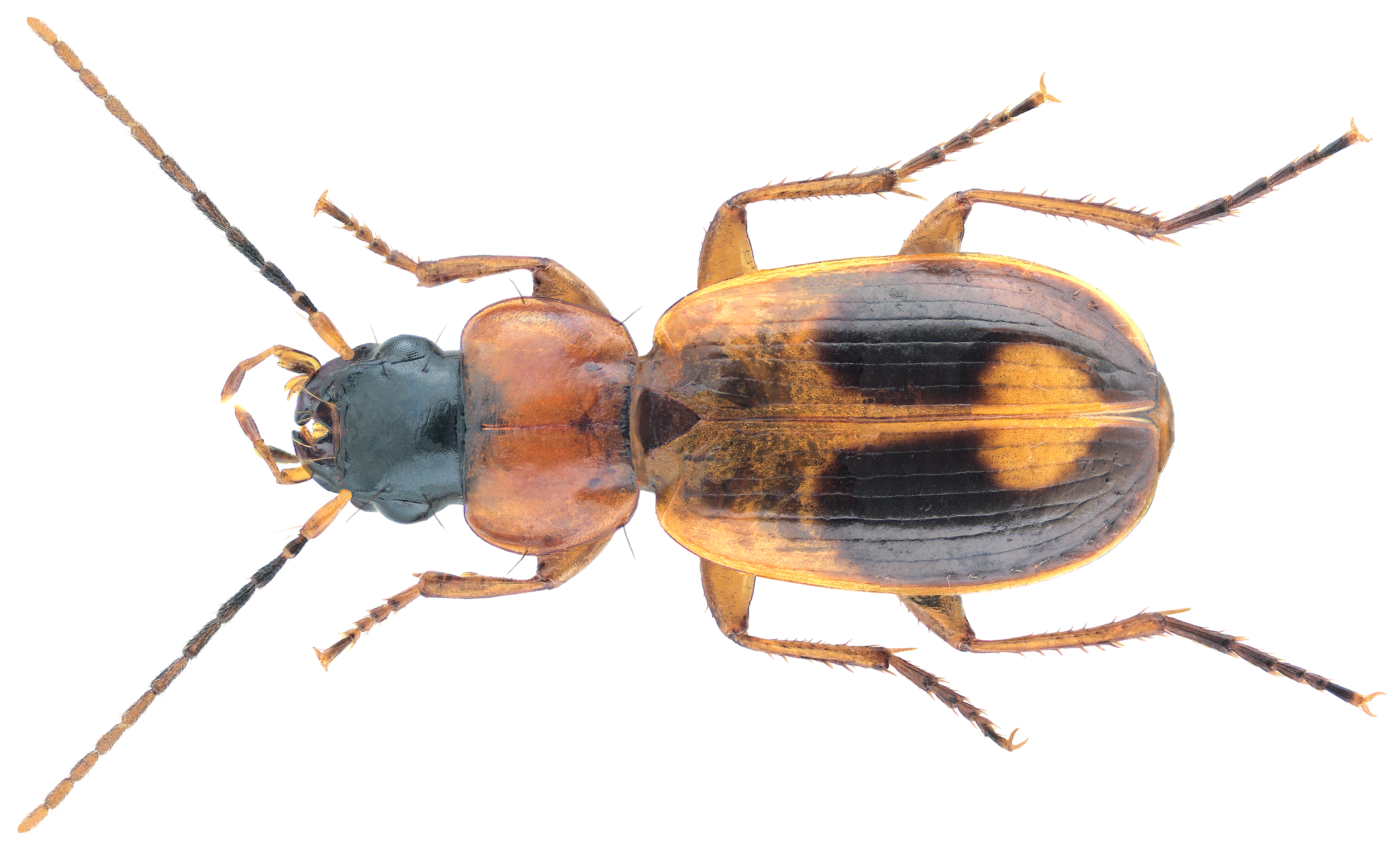
Imago, widok od góry

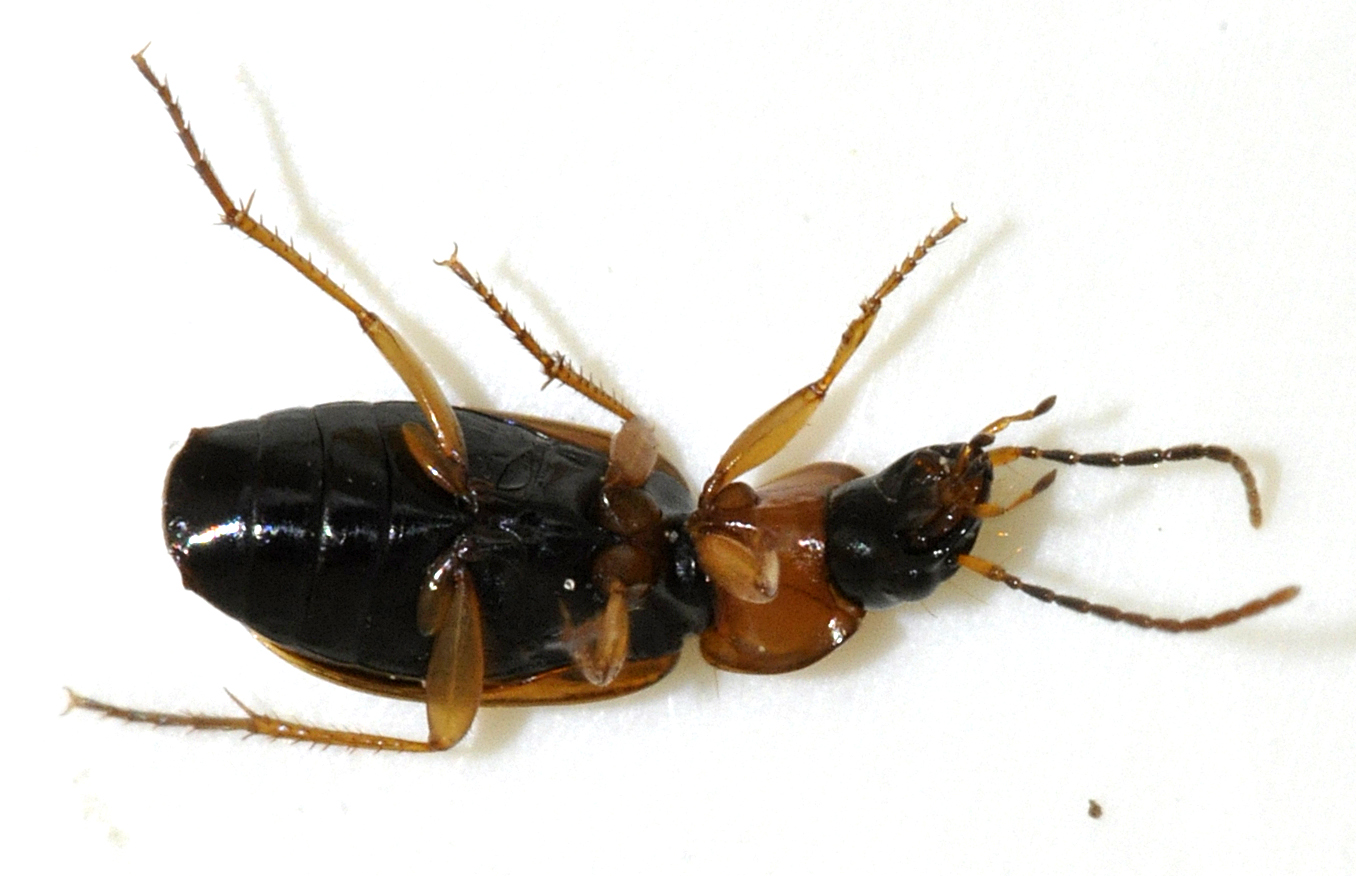
Imago, widok od spodu

Chrząszcz o wydłużonym ciele długości od 4,5 do 6 mm, węższym niż u dreptacza barwnego.
Głowa jest czarna, wyraźnie węższa od przedplecza i nie dłuższa niż ono. Warga górna jest na przedniej krawędzi ostro, V-kształtnie wycięta. Aparat gębowy ma dość mocno przed szczytem zakrzywione żuwaczki, z których prawa ma wykrojenie na krawędzi zewnętrzno-grzbietowej, a lewa jest niezmodyfikowana. Głaszczki są pomarańczowe z częściowo lekko przyciemnionym szczytem ostatniego członu. Ostatni człon głaszczków szczękowych jest spiczasty. Czułki są pomarańczowe lub czerwonobrązowe z przyciemnionymi członami od drugiego do piątego.
Przedplecze jest żółtoczerwone, czerwone lub żółtobrązowe, nieznacznie bardziej zwężone ku tyłowi niż ku przodowi, o podstawie niemal równej szerokości przedniej krawędzi. Tarczka jest czarna. Pokrywy są słabiej niż u dreptacza barwnego wysklepione i mają w zarysie boki niemal równoległe. Na żółtoczerwonym, żółtobrązowym lub czerwonym tle mają czarny wzór, typowo w formie pary lekko półksiężycowatych plam o zaokrąglonej przedniej wypustce i ukośnie pod ostrym kątem biegnącej ku szwowi krawędzi wewnętrznej, jednak plamy te mogą być rozbite na kropkę przednią i tylną lub na kropkę wewnętrzną i zewnętrzną, albo też cała tylna połowa pokryw z wyjątkiem pierwszego międzyrzędu może być czarna, ponadto czasem obecne jest też zaczernienie wokół tarczki. Międzyrzędy są gładkie. Powierzchnie pokryw mają po jednym chetoporze (punkcie szczecinkowym) przytarczkowym i po dwa (rzadko trzy) chetopory dyskalne. Na wierzchołkowej krawędzi pokryw brak jest włosków. Skrzydła tylnej pary są w pełni wykształcone. Odnóża mają żółtoczerwoną kolorystykę. Episternity śródtułowia są ciemnobrązowe do czarnych, a barwa śródpiersia zapiersia i odwłoka jest czarna.

## Ekologia i występowanie

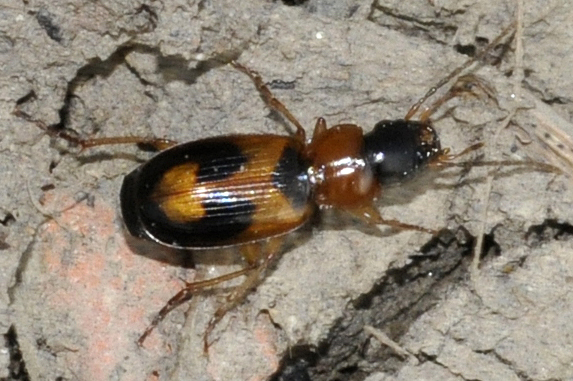
Imago w środowisku naturalnym

Owad rozmieszczony od nizin po góry. Zasiedla stanowiska od suchych po wilgotne, od nasłonecznionych po lekko zacienione, w tym: stepy, łąki, widne lasy liściaste, porośnięte roślinnością pobrzeża wód i mokradła. Preferuje gleby próchnicze. Bytuje zwykle pod opadłym listowiem, wśród mchów lub korzeni roślin. Osobniki dorosłe aktywne są od wczesnej wiosny do jesieni i stanowią stadium zimujące.
Gatunek pierwotnie palearktyczny, cyrkumpolarny, zawleczony jednak do Ameryki Północnej z balastem okrętowym. W Europie znany jest z Hiszpanii, Irlandii, Wielkiej Brytanii, Francji, Belgii, Holandii, Luksemburga, Niemiec, Szwajcarii, Austrii, Włoch, Danii, Szwecji, Norwegii, Finlandii, Estonii, Łotwy, Litwy, Polski, Czech, Słowacji, Węgier, Białorusi, Ukrainy, Mołdawii, Rumunii, Bułgarii, Słowenii, Chorwacji, Bośni i Hercegowiny, Serbii, Czarnogóry, Albanii, Macedonii Północnej oraz europejskich części Rosji i Turcji. W Azji podawany jest z syberyjskiej części Rosji, anatolijskiej części Turcji, Izraela, Gruzji, Kazachstanu, Uzbekistanu, Iraku oraz Iranu.